# Lissonota bipartita
Lissonota bipartita là một loài tò vò trong họ Ichneumonidae.